# Anne Frank Center for Mutual Respect
Anne Frank Center for Mutual Respect este o organizație non-profit, cu preocupări în domeniul apărării drepturile omului în Statele Unite ale Americii.
Obiectivul organizației îl reprezintă promovarea „unei lumi mai bune și mai corecte pe care o visa Anne Frank”. Ea s-a manifestat ca un critic vocal al administrației Donald Trump. Criticile ei se îndreaptă împotriva antisemitismului, sexismului, rasismului, islamofobiei, homofobiei, transfobiei, discriminării la adresa persoanelor cu handicap și al altor manifestări.
Centrul nu este o organizație evreiască și nici o organizație cu preocupări în domeniul Holocaustului. El are sediul central în New York și directorul său executiv este activistul politic Steven Goldstein, cunoscut pentru lobby-ul său în favoarea drepturilor populației LGBT ca fondator al organizației Garden State Equality.

## Istoric
Organizația a fost inițial cunoscut sub numele de American Friends of the Anne Frank Center și mai târziu ca Anne Frank Center USA. Ea este descrisă de către președintele său, Peter Rapaport, ca nefiind nici o organizației evreiască și nici o organizație cu preocupări în domeniul Holocaustului.
Din 2011 până în 2016 centrul a avut o mică galerie publică în Lower Manhattan. În anul 2016, consiliul de administrație l-a numit pe Steven Goldstein în funcția de director executiv. În același timp, numele său a fost schimbat prin adăugarea termenilor „respect reciproc”, iar misiunea sa a fost modificată pentru a include accentul pe „demascarea și combaterea urii”. Centrul continuă să organizeze expoziții itinerante prin Statele Unite ale Americii. Grupul a deschis un birou în Los Angeles, în 2017.
Centrul a beneficiat de atenția semnificativă a presei la începutul anului 2017 din cauza criticilor sale la adresa administrației Trump. Anne Frank Center a fost descris ca „una dintre cele mai puternice voci în #rezistența  față de Trump”.

### Legătură cu Anne Frank și Otto Frank
Potrivit Centrului, el a fost înființat ca o organizație afiliată a Casei Anne Frank din Amsterdam. În prezent nu este afiliat nici cu Casa Anne Frank, nici cu Fondul Anne Frank din Basel, Elveția. S-a afirmat pe site-ul său că a fost fondat în 1959, iar tatăl Annei, Otto Frank, ar fi fost unul dintre fondatori. Această afirmație a fost contestată de revista The Atlantic, care a raportat în aprilie 2017 că foștii membri ai conducerii și documentația indică faptul că centrul american a fost înființat, de fapt, în 1977, fără nici o implicare din partea lui Otto Frank. După ce a apărut articolul din Atlantic, organizația a susținut că un document din 1959 demonstrează că Otto Frank i-a dat permisiunea de a folosi numele său în campania de strângere de fonduri pentru Anne Frank Foundation Inc. în Statele Unite ale Americii și că el a fost listat ca președinte al Fundației.
Centrul afirmă că el colaborează cu Casa Anne Frank în expozițiile itinerante, care prezintă viața și moștenirea Annei prin diferite localități din Statele Unite ale Americii, incluzând adesea și chestiuni contemporane în afara de antisemitism și Holocaust.

## Criticarea administrației Trump
Directorul executiv Steven Goldstein a criticat cu asprime administrația Trump, susținând că nu a reușit să contracareze antisemitismul și că a elaborat politici discriminatorii cu privire la refugiați și imigranți. În februarie 2017, după administrația americană a condamnat amenințările la adresa instituțiilor evreiești, Goldstein a numit „înțelegerea bruscă” a antisemitismului de către Trump ca un „leucoplast pus pe cancerul antisemitismului care a infectat propria lui administrație”.
Goldstein a cerut demisia secretarului de presă Sean Spicer după ce acesta din urmă a comentat că, spre deosebire de Bashar al-Assad, „Hitler nici nu s-ar coborî la nivelul folosirii armelor chimice”. A fost solicitată și demisia lui Sebastian Gorka ca răspuns la acuzațiile că Ordinul Vitéz, al cărui membru este Gorka, ar fi un ordin creat de un grup ultranaționalist și antisemit maghiar.
The Atlantic și situl evreiesc de știri Tablet Magazine au condamnat public Anne Frank Center for Mutual Respect pentru politizarea memoriei Annei Frank prin criticile sale la adresa administrației lui Donald Trump. Cele două organe de presă au afirmat că mass-media a acordat o atenție nejustificată Centrului din cauza utilizării numelui Anne Frank în denumirea sa, iar The Atlantic a declarat că prin „politizarea Annei Frank” i-ar putea submina moștenirea ei spirituală.
Abraham Foxman, fostul șef al Anti-Defamation League, a declarat ziarului israelian Haaretz că el crede că numele Annei Frank este folosit abuziv și că „de fiecare dată când citesc că el [Goldstein] spune ceva la adăpostul numelui ei, nu mă simt confortabil”. Foxman a fost el însuși un copil ascuns în timpul Holocaustului.
Într-un articol din Washington Post, Goldstein a respins acuzațiile că el a politizat-o pe Anne Frank și a numit-o „unul dintre cei mari mari lideri în domeniul feminismului și dreptății sociale din istorie”.